# Beaumont-la-Ronce
Beaumont-la-Ronce település Franciaországban, Indre-et-Loire megyében. Lakosainak száma 1274 fő (2018. január 1.). Beaumont-la-Ronce Louestault, Marray, Neuillé-Pont-Pierre, Neuvy-le-Roi, Nouzilly, Rouziers-de-Touraine és Saint-Laurent-en-Gâtines községekkel határos.

## Népesség
A település népességének változása:
| Lakosok száma | 1211 | 1247 | 1694 | 1256 | 1274 |
|               | 2013 | 2015 | 2016 | 2017 | 2018 |